# Оркнейские острова
Оркне́йские острова́ (англ. Orkney Islands, гэльск. Àrcaibh, устаревшее название Орка́дские острова́) — архипелаг на северо-востоке от Шотландии, в 16 км от её северной оконечности, состоящий из более чем 70 островов, расположенный между островом Великобритания и Шетландскими островами, на границе Северного моря и Атлантического океана.
Общая площадь — 1025 км², из которых 523 км² приходится на остров Мейнленд, в восточной части которого находится административный центр и крупнейший населённый пункт — Керкуолл. Среди островов архипелага около 20 обитаемы.
Вместе с двумя крошечными удалёнными островами Сул-Скерри и Стак-Скерри, расположенными в 60 км западнее, и не включаемыми в Оркнейский архипелаг, составляют округ Шотландии Оркни, а также один из одномандатных избирательных округов при выборах в Шотландский парламент.

## География

Карта Оркнейских островов

Острова отделены от основной части Шотландии проливом Пентленд-Ферт. Мейнленд находится приблизительно в середине архипелага, а остальные можно разделить на две группы — северные (Уэстрей, Сандей, Идей, Раузи, Шапинсей, Стронсей и др.) и южные (Хой, Саут-Роналдсей, Флотта, Баррей и др.). На востоке острова преимущественно равнинные, на западе — холмистые (Хой, Раузи, западная часть Мейнленда). Высшая точка — Уорд-Хилл на Хое, 479 м.
Леса на островах не произрастают.
В южной части Оркнейских островов, к югу от острова Мейнленд расположена гавань Скапа-Флоу площадью 312 км². Гавань защищена со стороны моря несколькими островами, имеет глубину до 50 м и песчаное дно. Обладает достаточной вместимостью для размещения большого количества крупных кораблей и считается одной из наиболее удобных естественных гаваней в мире, бывшая британская база ВМФ.

### Климат
Климат островов прохладный, но мягкий, подверженный влиянию Гольфстрима. Средняя температура составляет около +8 °C, зимой +4 °C, летом +12 °C. Зимой температура достаточно редко опускается ниже 0 °C. Среднегодовое количество осадков — около 900 мм. Климат характеризуется повышенной влажностью при постоянно дующем западном ветре.
Неутихающий ветер — особенность местного климата. Один из уроженцев Оркнейских островов Магнус Спенс (Magnus Spence) в своей работе, посвящённой погоде архипелага, утверждал: «В том, что касается частоты и ярости ветров, ни один британский регион не может тягаться с Оркнейскими островами». Даже самые солнечные летние дни могут оказаться довольно зябкими из-за непрерывного напористого бриза. Сильные ветра, несущие морскую соль, оказывают значительное влияние на местную флору (поэтому леса на островах не растут). В зимние месяцы они приносят большое количество осадков. Общая продолжительность штормов в зимний период в среднем составляет 52 часа, в это время скорость ветра может достигать 145 км/ч (во время Великого шторма, разразившегося в январе 1953 года, она выросла до 200 км/ч).

## История

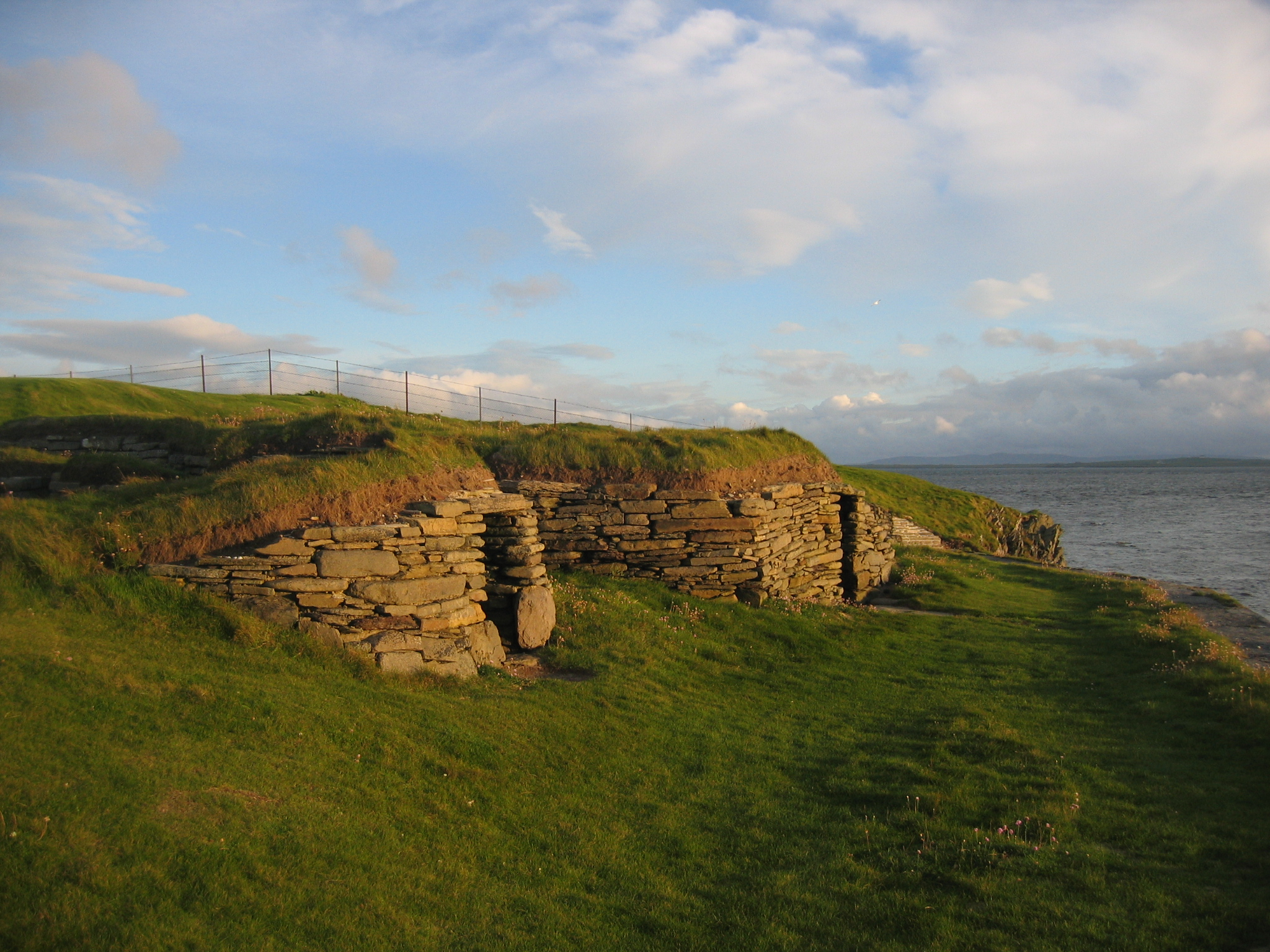
Поселение эпохи неолита Нэп-оф-Хауар

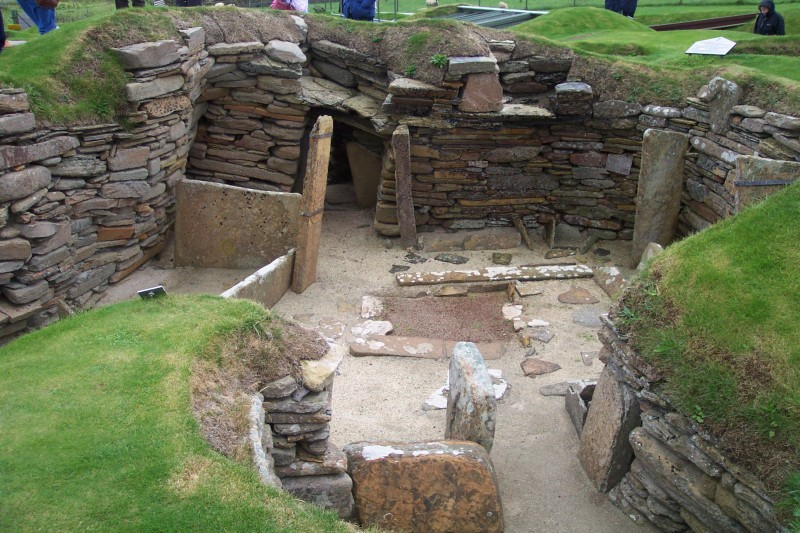
Руины Скара-Брэй эпохи неолита

Многочисленные памятники говорят о том, что Оркнейские острова были заселены по крайней мере со времён неолита с 3800 по 2500 год до нашей эры. Четыре из них на Мейнленде — погребальная камера Мейсхау, стоячие Камни Стеннес, кольцо камней Круг Бродгара и поселение Скара-Брей — составляют объект всемирного наследия ЮНЕСКО Памятники неолита на Оркнейских островах. Среди других памятников можно отметить Анстен, Барнхауз и Квонтернесс также на Мейнленде, Гробницу орлов на Саут-Роналдсей, Дворфи-Стейн на Хое, Нэп-оф-Хауар на Папа-Уэстрей и Мидхау на Раузи. У древних оркнейцев определили митохондриальные гаплогруппы L2c1a4, M39b3a, I1a1-a*, I1a1b*, I1a1d*, I1a1e*, I2a*, I2a1*, I2c*, I2d1b1*, T2a1b1a, I2o1*, I4a*, W*, W1k*, W4*, W6a3, W5a1a3, H1-a*, H1bf2a, H1a1m1, H1a3b*, H39, H58a, H+195, H1n1, J1c2a, U5b2a3, K1a3a, K1a29a, K1c2. Большинство линий митохондриальной ДНК появились в бронзовом веке, но имеются и доказательства непрерывности митохондриальных линий от мезолита Британии до бронзового века и даже до наших дней. У неолитических оркнейцев определили Y-хромосомные гаплогруппы I2a1b-M423, I2a1b1-S185, I2a2-S33, I2a2a1b-CTS10057, I2a2a1a2-Y3679, I, I2. В бронзовом веке почти все образцы принадлежали к Y-хромосомной гаплогруппе I2a1b-M423 (субклады I2a1b-M423, I2a1b1-S185, I2a1b1a1b-A1150,и I2a1b1a1b1-A8742) и лишь один принадлежал к Y-хромосомной гаплогруппе R1b-M269. К железному веку число мужских линий, унаследованных от местного неолита, которое оставалось отчётливым в бронзовом веке, сократилось.
Во время железного века на острова оказывали влияние римская империя и кельтская Дал Риада, в середине 1-го тысячелетия н. э. острова входили в состав пиктского королевства. После прихода в Шотландию скоттов (прибывших из Ирландии в V веке н. э. и постепенно завоевавших пиктов), острова ненадолго были присоединены к Шотландии. У образца VK201 (sk M12, V—VI вв., Buckquoy_Birsay) определена Y-хромосомная гаплогруппа I2a-M223>L1195>Y3684 и митохондриальная гаплогруппа H3k1a, у образца VK203 (Ar. 1, sk 3, I—VII вв., Brough_Road_Birsay) определена Y-хромосомная гаплогруппа R1b-P312>L21>Y23823 и митохондриальная гаплогруппа H4a1a1a1a1.
В легендах упоминается король Лот I Оркнейский (по другой транскрипции — Ллойд или Ллуд), участник Круглого стола рыцарей короля бриттов Артура, бывший его личным другом (VI век. н. э.), женатым на его сестре Анне (или Моргаузе, герой многочисленных сказаний о нём самом и короле Артуре). Впоследствии, сын короля Лота I и его наследник сэр Гавейн признал сюзереном своего дядю, короля Артура Пендрагона и присоединил острова к королевству бриттов.
В 875 году острова были завоеваны викингами, конунгом (королём) Харальдом I Прекрасноволосым. Он образует графство Оркни, включающее также Шетландские острова, Гебридские острова, Фарерские острова и север основной части Шотландии — Кейтнесс и Сазерленд. Эти территории формально подчинялись скандинавским королям.

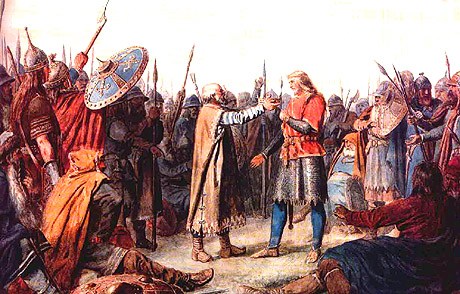
Петер Николай Арбо. Олаф Трюгвассон провозглашается королём Норвегии.

Крещение Оркнейских островов состоялось в 995 году. Остановившись на одном из островов архипелага по пути из Ирландии в Скандинавию, Скандинавский король Олаф I Трюггвассон приказал ярлу (Jarl — герцог) Сигурду, правившему островами, принять христианство. Сначала Сигурд отказался, но когда король пригрозил убить его сына, дал согласие. Оркнейские приходы вошли в состав Нидаросского диоцеза (современный Тронхейм). У образца VK204 (Orkney_Newark for Brothwell, X век, Newark_Deerness) определена Y-хромосомная гаплогруппа R1b-U106>Z372 и митохондриальная гаплогруппа H1m.
В истории Оркнейских островов этот период стал временем зарождения и становления новой культуры. Обосновавшись на архипелаге и частично заместив коренной этнос, викинги совершали вылазки в Норвегию и соседние шотландские области. Окончательное присоединение Оркнейских островов к Шотландии произошло в 1468 году, а к Великобритании — в 1707 году.
В 1468 году король Скандинавии и Дании Кристиан I выдал свою дочь Маргарет замуж за короля Шотландии Якова (Джеймса) III. Испытывая серьезные финансовые затруднения, Кристиан I оказался не в состоянии обеспечить её приданое. Без ведома Государственного совета (Дании) 28 сентября 1468 года он подписал с шотландским монархом соглашение, по условиям которого он получил 50.000 рейнских гульденов, а Оркнейские острова были переданы Шотландии в качестве залогового обеспечения этой суммы. Договор был оформлен в виде закладной (долговой расписки, векселя). Поскольку приданое так никогда и не было выплачено, острова перешли в собственность короля Якова III и, таким образом, были присоединены к Шотландии.
Впоследствии датчанами неоднократно были предприняты попытки выкупить закладную, однако успеха они не имели, хотя Кристиан I оставил в векселе пункт о возможности выкупа островов (включая близлежащие Шетландские острова) за фиксированную сумму в 210 кг золота или 2310 кг серебра. В настоящее время под властью Датской короны остались лишь Фарерские острова.
С 1707 года с подписанием Унии между Англией и Шотландией и образования государства Великобритания острова находятся под властью Британской короны.

## Население
На Оркнейских островах в 2011 году проживало более двадцати тысяч человек при средней плотности населения 21 чел. на км², из них на главном острове Мейнленде — около 17 тысяч.
Населены Оркани (см. выше) — потомками скандинавских завоевателей викингов, вынужденных постоянно носить на себе тёплую одежду из-за холодного и ветреного климата. Они говорят на оркнейском диалекте англо-шотландского языка (или, как выражаются сами островитяне, оркадианском диалекте), включающем большое число древнескандинавских слов.
Статус города имеют два населённых пункта архипелага — столица Керкуолл c населением свыше восьми тысяч человек и Стромнесс с населением свыше двух тысяч. Оба этих города находятся на Мейнленде.

## Транспорт
Основным аэропортом островов является Керкуолл, из которого выполняются рейсы в Эдинбург, Глазго Международный, Абердин, Инвернесс и Самборо за пределами Оркней, а также в небольшие аэропорты островов Идей, Норт-Роналдсей, Папа-Уэстрей, Сандей, Стронсей и Уэстрей. Нерегулярные рейсы на аэропорт Флотта.
Следующие паромные маршруты соединяют Оркнеи с внешним миром:
- Джилс-Бей — Сент-Маргаретс-Хоп (на Саут-Роналдсей),
- Джон-о'Гротс — Берик (на Саут-Роналдсей, только пассажиры),
- Леруик — Керкуолл,
- Абердин — Керкуолл,
- Терсо — Стромнесс.

Все населённые острова соединены местными паромами.
Остров Саут-Роналдсей соединён через Баррей с Мейнлендом дамбой, построенной во время Второй мировой войны для защиты Скапа-Флоу, а сейчас используемой как дорога.

## Политика
При выборах в Европейский парламент Оркнейские острова входят в избирательный округ, совпадающий с границами Шотландии. В выборах прошедших в 2009 году Шотландия направила в парламент 6 представителей: двух от Шотландской национальной партии, двух лейбористов, одного либерального демократа и одного консерватора.
Оркнейские и Шетландские острова объединены в один избирательный округ при выборах в Палату общин Великобритании. В третий раз подряд, начиная с выборов 2001 года, жители островов избирают кандидата от либерально-демократической партии Алистера Кармайкла.
Жители Оркнейских островов участвуют в выборах в Парламент Шотландии. В 2011 году в одномандатном округе «Оркнейские острова» во второй раз подряд c 2007 года был избран кандидат от Либерально-демократической партии Шотландии Лиам Макартур. В многомандатном округе «Хайленд и Острова», куда входят Шетландские острова, победу одержали три кандидата от Шотландской национальной партии, двое от Лейбористской партии Шотландии и двое от Консервативной-Юнионистской партии.
Совет Оркнейских островов состоит из 21 депутатов, избранных в 6 многомандатных избирательных округах:
- «Восточный Мейнленд, Саут-Роналдсей и Баррей»
- «Керкуолл, Восток»
- «Керкуолл, Запад и Орфир»
- «Северные острова»
- «Стромнесс и Южные острова»
- «Западный Мейнленд»

Британский монарх назначает на острова своего личного представителя — Лорда-лейтенанта Оркнейских островов, исполняющего в основном церемониальные функции и не играющего большой роли в местном самоуправлении, с 2007 года в этой роли выступает Энтони Трикетт.

## Культура

Флаг островов

Известна «Сага об Орках (оркнейцах) — The Orkneyinger’s Saga», написанная около 1250 года в Исландии и рассказывающая об истории завоевания островов викингами и последующей междоусобной борьбе среди правящей элиты (герцогами).

### Острова в популярной культуре
Помимо прочего, действие компьютерной ролевой игры The Bard's Tale происходит на Оркнейских островах, где игрок может посетить такие города, как Керкуолл, Финстаун или Стромнесс.
Британская группа The Magnetic North записала альбом «Orkney: Symphony Of The Magnetic North», полностью посвящённый Оркнейским островам, где родился один из участников группы.

## Святые, связанные с островами
- Дотто Оркнейский (VI век) — аббат монастыря, названного впоследствии его именем, святой Католической церкви.
- Конран (VII век) — епископ Оркнейский, святой Католической церкви.
- Магнус Оркнейский (†1108 г.) — святой Католической церкви.
- Рёгнвальд Оркнейский (1100—1158) — святой Католической церкви.

## Промышленность и сельское хозяйство
- ВДС (совокупный валовый доход на душу населения): £36 637 (2004).
- Промышленность сухопутная: пищевая, текстильная, электроэнергетика.
- Сельское хозяйство: растениеводство, мясомолочное и шерстяное животноводство.
- Промышленность морская: рыболовство, добыча морепродуктов.
- Сфера услуг: туризм, транспорт.

## Достопримечательности и музеи
- Исторические музеи в Киркуолле. Архивировано из оригинала 30 июня 2015 года. и Стромнессе
- Пэрская галерея искусств в Стромнессе.
- Этнографический музей в Харрее близ Стромнесса, воспроизводящей облик типичной сельскохозяйственной фермы XIX века.
- Завод по производству шотландского виски, эля (темного пива), с возможностью их дегустации Highland Park Distillery. Архивировано из оригинала 28 июня 2015 года. в Киркуолле.
- Собор св. Магнуса в Киркуолле, а также находящиеся поблизости руины епископского и герцогского замков. Сам же собор святого Магнуса по преданию был построен на месте развалин замка короля Орков Лота I.